# 金紅骨竹芋
金紅骨竹芋（学名：Goeppertia rufibarba cv. Aureate）為竹芋科肖竹芋屬下的一個園藝栽培種，多年生草本。

## 圖示

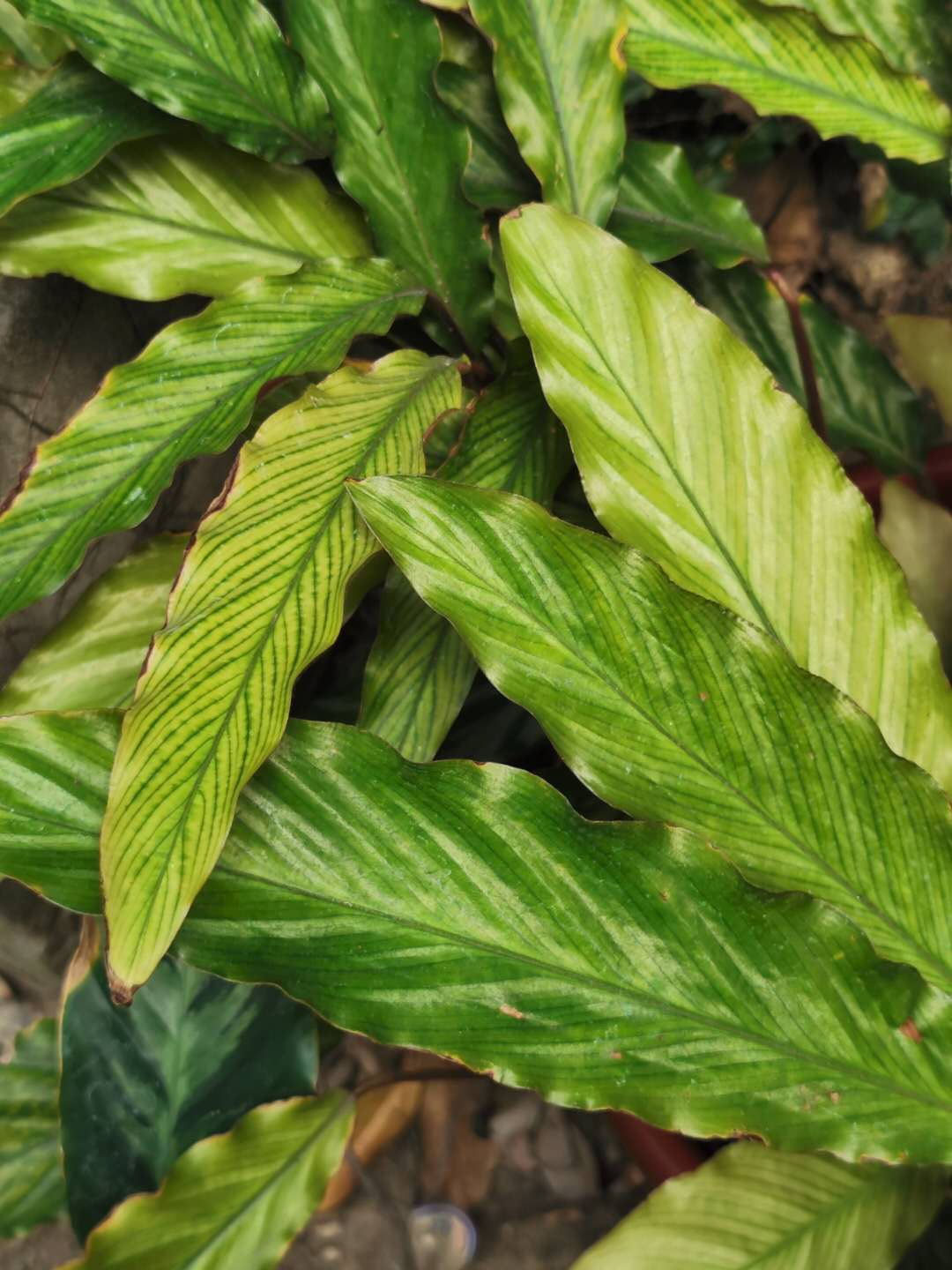

## 擴展閱讀
- 維基物種上的相關：金紅骨竹芋
- 维基共享资源上的相關多媒體資源：金紅骨竹芋